# نیکی، بنین
نیکی (به فرانسوی: Nikki) شهری در استان بورگو واقع در کشور بنین است که در سال ۱۹۹۲ میلادی ۲۹٬۰۴۸ نفر جمعیت داشته و جمعیت آن در سال ۲۰۰۵ میلادی به ۵۴٬۰۰۹ نفر رسیده‌است.